# Ipswich (hrabstwo Essex)
Ipswich – jednostka osadnicza w Stanach Zjednoczonych, w stanie Massachusetts, w hrabstwie Essex.